# Fête de la Nature
La Fête de la Nature est un événement international organisé par  l'association Fête de la Nature.
L'objectif est d'inviter les publics à aller dans la nature avec une proposition de sorties et d'activités gratuites dont la plupart organisées par les professionnels et bénévoles œuvrant dans la conservation et l'éducation à la nature. 
L'événement est programmé chaque année au mois de mai, au plus proche du 22 mai, la journée internationale de la biodiversité.

## France
Participent l’ensemble des réseaux liés à la conservation et l’éducation à la nature. 
Depuis 2009, l'événement est coordonné en France par l’association Fête de la Nature, présidée par François Letourneux, et dirigée par Fabien Chenel. L'association rassemble l’ensemble des organisateurs nationaux et partenaires de l’événement et œuvre pour accompagner les organisateurs de manifestation et porter la communication nationale de l’événement. Elle développe des outils de communication partagés et rassemble des ressources pédagogiques proposés par l'ensemble des acteurs.
En 2015, la neuvième édition et sa thématique Au bord de l'eau, a réuni près de 5000 séquences d'animation : manifestations, sorties et activités ludiques, familiales et gratuites, dans la nature, dans toutes les régions de France en métropole comme en outre-mer qui auraient touché 674 400 participants sur 5 jours.
En 2016, la Fête de la Nature fête ses 10 ans.
En 2019, la Fête de la Nature en France réunit 703 000 personnes selon le bilan de l'édition.
En 2020, la crise sanitaire due à l'épidémie de COVID-19 a nécessité le report de l’événement en octobre.
En 2024, la Fête de la Nature concourt aux objectifs de la stratégie nationale de la biodiversité 2030 du gouvernement français.

### Éditions
- 2026 : 20e édition, du 20 au 25 mai, avec un dispositif spécial anniversaire et une proposition renouvelée
- 2025  : 19e édition du 21 au 25 mai, avec une focus sur les 50 ans du Conservatoire du littoral
- 2024  : 18e édition du 22 au 26 mai
- 2023  : 17e édition du 24 au 29 mai - Pas de thématique
- 2022  : 16e édition du 18 au 22 mai - Pas de thématique
- 2021  : 15e édition du 19 au 23 mai - Thématique "À travers mille et un regards"
- 2020 : 14e édition initialement programmée du 20 au 24 mai, reportée du 7 au 11 octobre 2020 (à cause de l’épidémie de Covid-19) - Thématique "Prenons-en de la graine !"
- 2019 : 13e édition du 22 au 26 mai - Thématique "La nature en mouvement"
- 2018 : 12e édition du 23 au 27 mai - Thématique "Voir l'invisible"
- 2017 : 11e édition du 17 au 21 mai - Thématique "Les super-pouvoirs de la nature"[3].
- 2016 : 10e édition du 18 au 22 mai - Thématique "Passionnés par nature ! ", à la rencontre des femmes et des hommes qui agissent au quotidien pour la nature.
- 2015 : 9e édition du 20 au 24 mai - Thématique "Au bord de l'eau " en hommage au Conservatoire du littoral qui célèbre ses 40 ans.
- 2014 : 8e édition du 21 au 25 mai : Thématique "Herbes folles, jeunes pousses et vieilles branches ". La Mission Coquelicots appelle à signaler la floraison des coquelicots dans le cadre du programme de sciences participatives l'Observatoire des saisons.
- 2013 : 7e édition du 22 au 26 mai - Thématique "Cherchons les petites bêtes ! ". Cette septième édition propose de porter le regard sur les petites bêtes en tous genres.
- 2012 : 6e édition du 9 au 13 mai - Thématique "Drôles d'oiseaux ", en l'honneur du centenaire de la Ligue pour la Protection des Oiseaux (LPO).
- 2011 : 5e édition du 18 au 22 mai.
- 2010 : 4e édition du 19 au 23 mai.
- 2009 : 3e édition les 16 et 17 mai.
- 2008 : 2e édition qui a lieu les 24 et 25 mai.
- 2007 : création de l'événement, 1re édition les 19 et 20 mai.

## Pays-Bas
En 2014, le Comité néerlandais de l'UICN lance la première Fête de la Nature aux Pays-Bas.

## Portugal
Depuis 2010, l'association Almargem invite les autres acteurs portugais de la protection de la nature à organiser des manifestations à l'occasion de la Fête de la Nature.

## Québec
En 2014 au Québec, sur le modèle français, la Fondation David Suzuki lance Les journées de la Nature
L’événement est développé jusqu’en 2018 par le Regroupement national des conseils régionaux de l’environnement.

## Suisse
En 2011, La revue Salamandre de Julien Perrot s'inspire de l'expérience française et lance, en lien avec l'association française, la « Fête de la nature » en Suisse romande. 
Forte du soutien de l'Office fédéral de l'environnement, de fondations privées et surtout des acteurs nature de Suisse romande, l'événement prend son envol les 21 et 22 mai 2011. Après avoir coordonné les trois premières éditions de l’événement, La revue Salamandre décide de passer la main à ces représentants sur le terrain : c’est ainsi que naît, fin 2013, l’Association de la Fête de la nature. En 2016, la Fête de la nature a lieu en Suisse alémanique sous le nom de Festival der Natur. Pour cette deuxième édition à l’échelle nationale en 2017, des activités sont également prévues au Tessin, via le Festival della natura. 
Éditions
- 2025 : 14e édition du 21 au 25 mai. Le thème "A l'écoute de la nature".
- 2024 : 13e édition du 22 au 26 mai. Le thème "En nature Simone!".
- 2023 :12e édition du 18 au 28 mai. Le thème « Eau secours ! ».
- 2022 : 11e édition du 18 au 22 mai sur le thème "Un écrin de nature à votre porte".
- 2021 : 10e édition du 21 au 30 mai sur le thème "La Nuit est belle!".
- 2020 : édition annulée
- 2019 : 9ème édition du 24 au 26 mai sur le thème "La Nature en miniature".
- 2018 : 8ème édition du 25 au 27 mai sur le thème "La Nature et ses créatures".
- 2017 : 7ème édition du 19 au 21 mai sur le thème "La Nature, cette muse".
- 2016 : 6ème édition du 20 au 22 mai sur le thème "Nature secrète - Secrets de nature".
- 2015 : 5ème édition du 29 au 31 mai sur le thème "La Fête de la Nature prend de l'ampleur !".
- 2014 : 4ème édition du 23 au 25 mai 2014 sur le thème "Venez la voir en vrai!".
- 2013 : 3ème édition du 24 au 26 mai sur le thème "La nature sous toutes ses coutures".
- 2012 : 2ème édition du 12 au 13 mai sur le thème "Venez la voir en vrai!".
- 2011 : 1ère édition du 21 au 22 mai sur le thème "L'insolite à votre porte".